# Vorfrühlings-Alpenveilchen
Das Vorfrühlings-Alpenveilchen (Cyclamen coum) ist eine Pflanzenart aus der Gattung Alpenveilchen (Cyclamen) innerhalb der Familie Primelgewächse (Primulaceae). Die zwei Unterarten besitzen ein disjunktes Areal in Westasien. Das Vorfrühlings-Alpenveilchen wird in den gemäßigten Gebieten als Zierpflanze in Parks und Gärten verwendet.

## Beschreibung

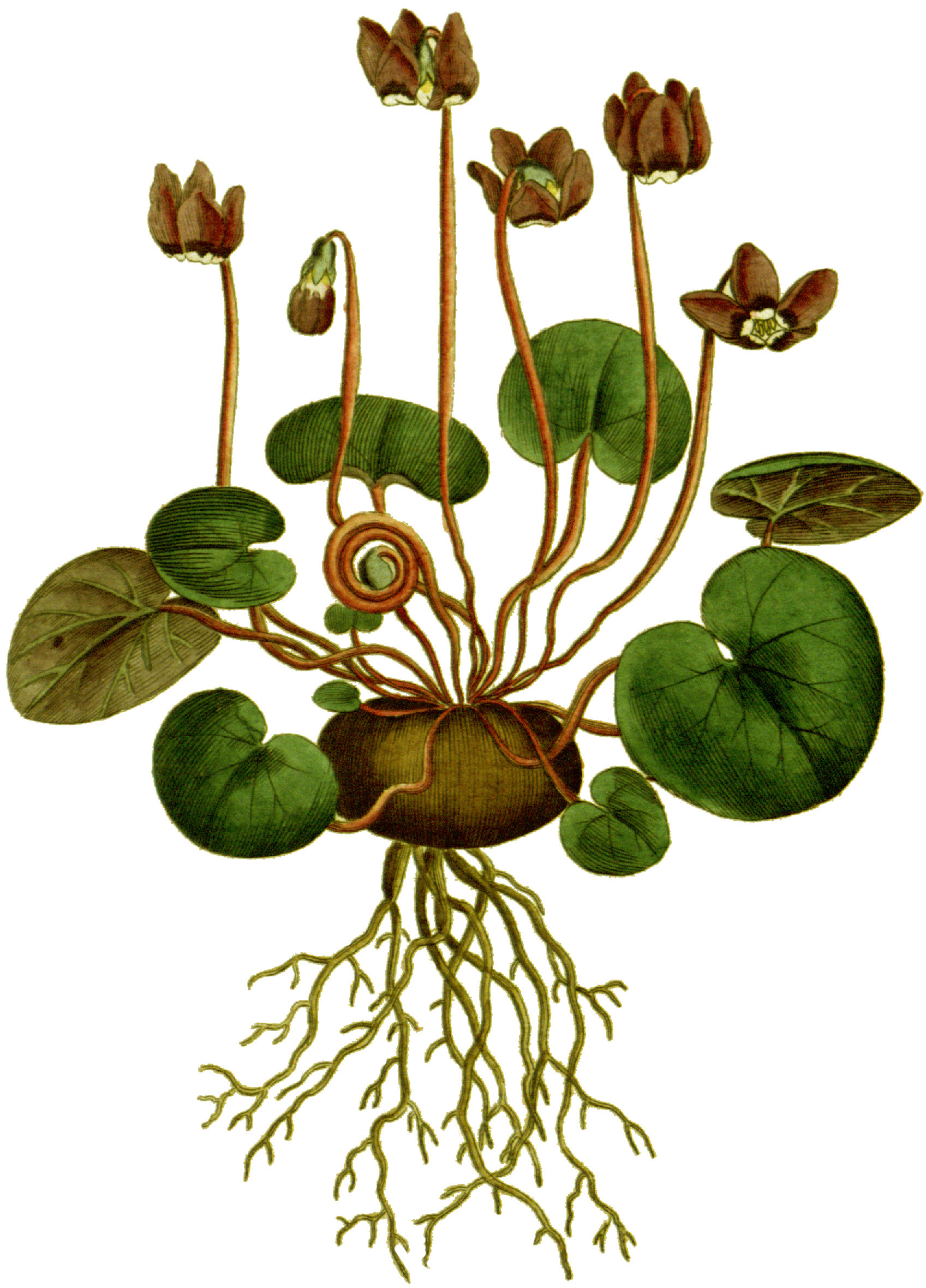
Illustration aus Curtis’s Botanical Magazine, Volume 1, 1797, Tafel 4

Cyclamen coum ist eine sehr variable Art hinsichtlich der Form und Farbe von Blättern und Blüten.

### Vegetative Merkmale
Die Samen keimen im Herbst. Der Sämling besitzt im ersten Jahr ein einzelnes rundes Blatt, das den Winter überdauert und bis zum Frühjahr einen Durchmesser von etwa 5 mm erreicht.
Das Vorfrühlings-Alpenveilchen wächst als ausdauernde krautige Pflanze und erreicht Wuchshöhen von etwa 10 cm. Sie bildet als Überdauerungsorgan eine nur an der Unterseite bewurzelte Knolle. Die abgeflacht kugelige Knolle erreicht einen Durchmesser von etwa 6 cm und ist kurzlebiger als z. B. die des Efeublättrigen Alpenveilchens (Cyclamen hederifolium).
Die Laubblätter erscheinen im Herbst. Die Laubblätter sind in Blattstiel und Blattspreite gegliedert. Die einfache Blattspreite ist rundlich nierenförmig und ganzrandig. Die Blattoberseite besitzt gelegentlich eine dunkle oder silbrige Zeichnung. Die Blattunterseite variiert von grün bis rötlich violett und ist ohne Zeichnung.

### Generative Merkmale
Die Blütezeit liegt im Winter von Januar bis März. Die Blüten stehen einzeln auf einem etwa 10 cm langen Blütenstandsschaft. Die zwittrigen Blüten sind fünfzählig mit doppelter Blütenhülle. Die Blütenkronblätter sind rosafarben bis karminrot oder auch weiß. Am Blütengrund ist ein weißes Auge sichtbar. Verglichen mit anderen Arten sind die Blüten kürzer (gestaucht). Bei südlichen Vorkommen sind die Blüten normal cyclamenförmig.
Die kugelförmige Kapselfrucht enthält 20 bis 30 Samen. Die Samen reifen im Frühsommer und keimen im Herbst.

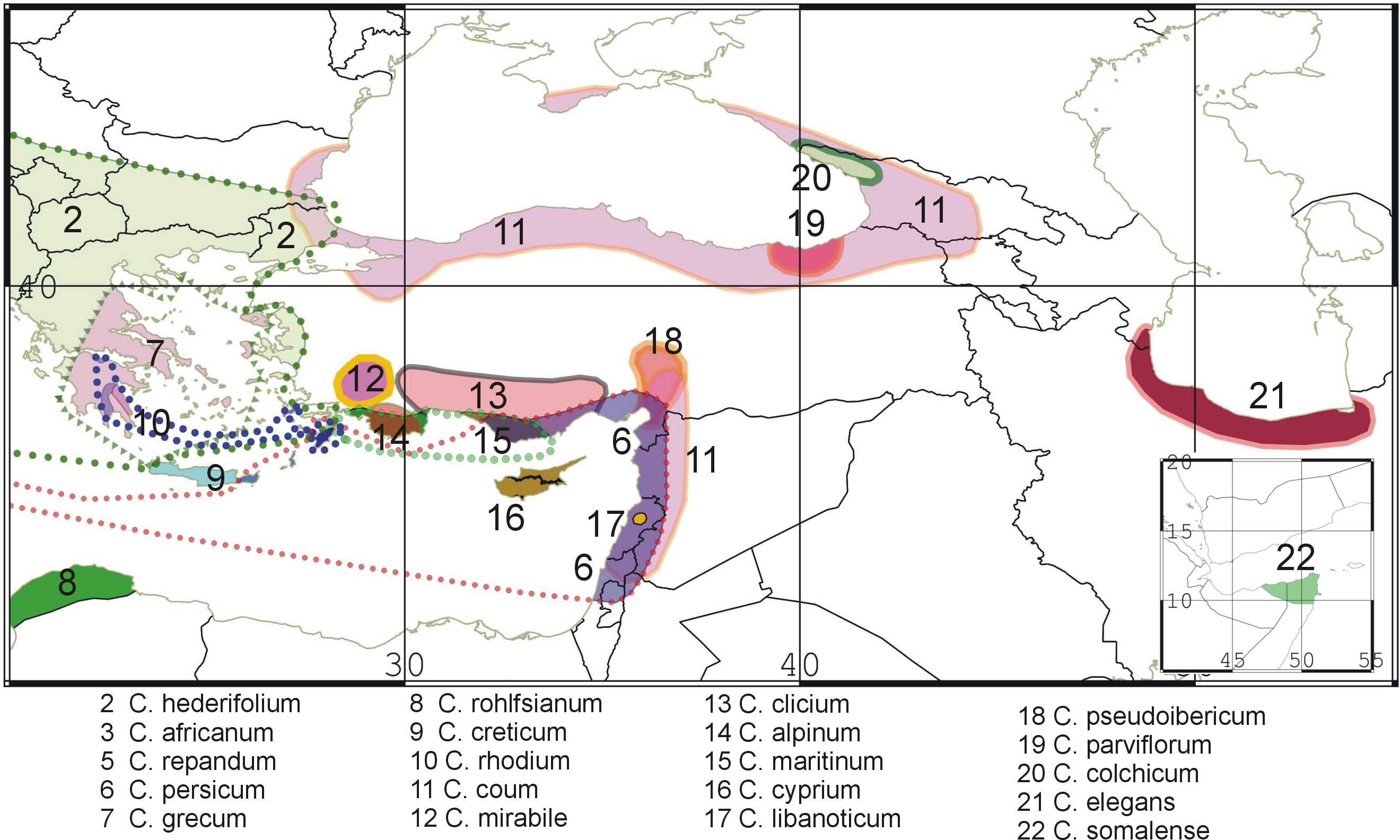
Karte der natürlichen Verbreitung der Gattung Cyclamen in Europa, Asien und Afrika. Cyclamen coum ist die Nr. 11. (Versuch auf Grundlage der Angaben in Wikipediaartikeln und auf cyclamen.org).

## Vorkommen
Das Vorfrühlings-Alpenveilchen ist in zwei voneinander getrennten Gebieten heimisch. Zum einen von Bulgarien über den gesamten Südrand des Schwarzen Meeres und den angrenzenden Gebirgen bis zum Kaukasus und die Krim und bis zum Südufer des Kaspischen Meeres im Elburs-Gebirge im Gebirgsraum Armeniens und zum anderen vom Nurgebirge (auch Amanosgebirge) in der südlichen Türkei über das westliche Syrien bis zum Libanon und das nördliche Israel.
Cyclamen coum gedeiht in Laub- und Nadelwäldern sowie Buschland und felsigen Standorten.
Es ist sehr winterhart und gehört zu den einfach kultivierbaren Alpenveilchen.
Das Vorfrühlings-Alpenveilchen ist in der Schweiz ein Neophyt. Die ökologischen Zeigerwerte nach Landolt et al. 2010 sind in der Schweiz: Feuchtezahl F = 2+ (frisch), Lichtzahl L = 2 (schattig), Reaktionszahl R = 3 (schwach sauer bis neutral), Temperaturzahl T = 4+ (warm-kollin), Nährstoffzahl N = 2 (nährstoffarm), Kontinentalitätszahl K = 4 (subkontinental). Die Art kommt in Mitteleuropa außerdem verwildert oder eingebürgert vor in Belgien, den Niederlanden, in der Steiermark und Bayern, Baden.-Württemberg und Nordrhein-Westfalen.

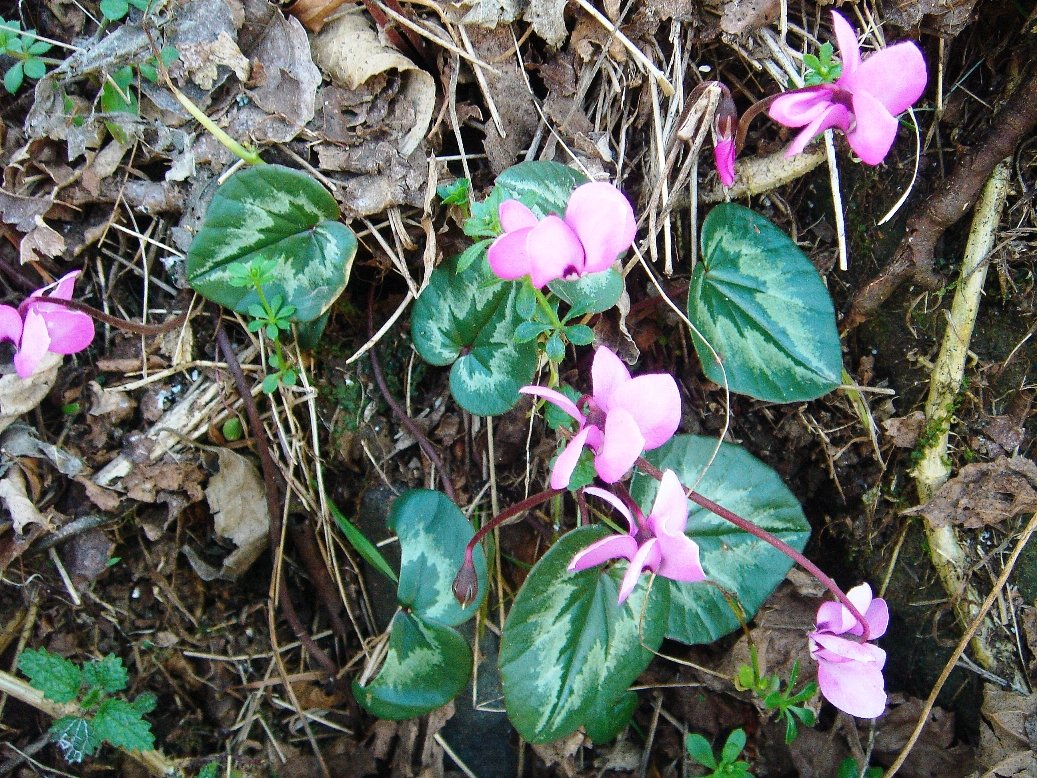
Cyclamen coum subsp. caucasicum

## Systematik
Die Erstveröffentlichung von Cyclamen coum erfolgte durch Philip Miller. Die Art Cyclamen coum gehört zur Untergattung Gyrophoebe O.Schwarz aus der Gattung Cylamen.
Es gibt zwei Unterarten und drei Formen von Cyclamen coum Mill. Sie weisen Unterschiede in Blatt und Blütenform auf.
- Blätter breiter als lang
  - Cyclamen coum subsp. coum (West und Süd) – Blattränder meist glatt, Kronblätter (0,8–1,4 cm)
    - Cyclamen coum subsp. coum f. coum – Kronblätter rosa bis magenta mit dunkler Zeichnung am Grund der Kronblätter
    - Cyclamen coum subsp. coum f. pallidum – Kronblätter weiß oder blassrosa mit dunkler Zeichnung
    - Cyclamen coum subsp. coum f. albissimum – Kronblätter rein weiß ohne Zeichnung
- Blätter länger als breit
  - Cyclamen coum subsp. caucasicum (Ost) – Blatt mit welligem Rand – Kronblätter (1,2–2 cm)

Die isolierte Population auf der Krim wurde früher mit Cyclamen kuznetzovii Kotov & Czernova bezeichnet. Heute wird sie als lokale Variante von Cyclamen coum betrachtet.
Die als eigene Art akzeptierte Cyclamen elegans galt als Unterart Cyclamen coum subsp. elegans.

## Namensherkunft
Namensgebend für die Gattung Cyclamen ist die Ausbildung einer scheiben- bzw. kreisförmigen Knolle (griechisch κύκλος kyklos „Kreis, Scheibe“). Die gesicherte Bedeutung des Artepithetons coum ist verlorengegangen. Dass sich der Name auf die Herkunft von der Insel Kos herleitet ist unwahrscheinlich, da diese Art dort nicht heimisch ist. Es wird angenommen, dass sich der Name coum von der Bezeichnung des kleinasiatischen Königreiches Qu'e, dem klassischen Kilikien, ableitet. Es bezeichnet ein Gebiet in Ost-Kilikien und gehört heute zu Armenien und der Südost-Türkei.

## Nutzung
Das Vorfrühlings-Alpenveilchen wird in den gemäßigten Gebieten als Zierpflanze in Parks und Gärten verwendet. Das Vorfrühlings-Alpenveilchen gehört aufgrund seiner frühen Blütezeit von Januar bis März zu den auffälligen Gartenpflanzen. Die Blüten überstehen problemlos Schnee und strenge Fröste von unter −20 °C. Es breitet sich leicht durch eine große Anzahl von Samen aus und verwildert an geeigneten Standorten, die im Sommer nicht vollständig austrocknen dürfen.

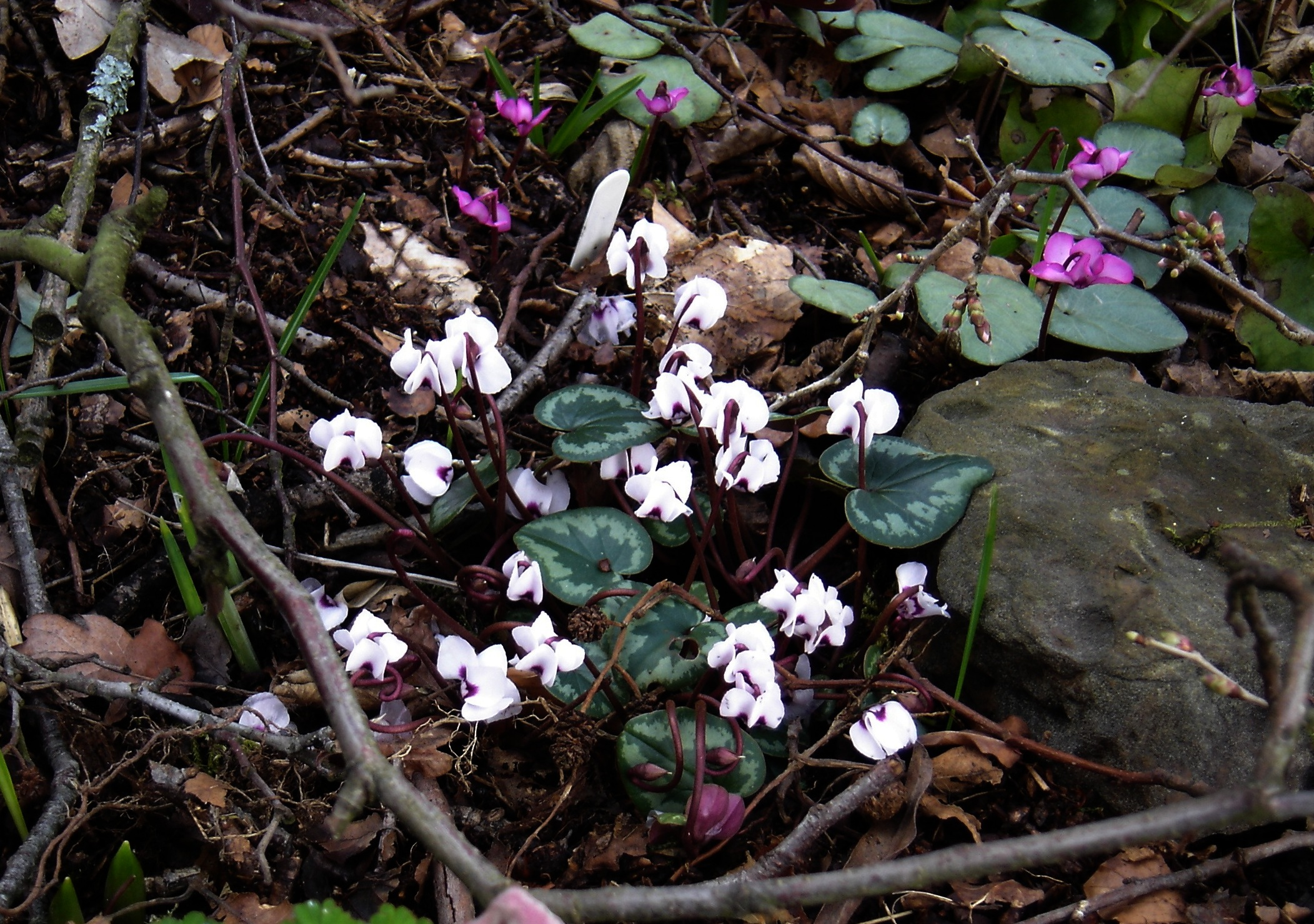
Cyclamen coum subsp. coum f. pallidum (weiße Blüten mit dunkler Zeichnung)
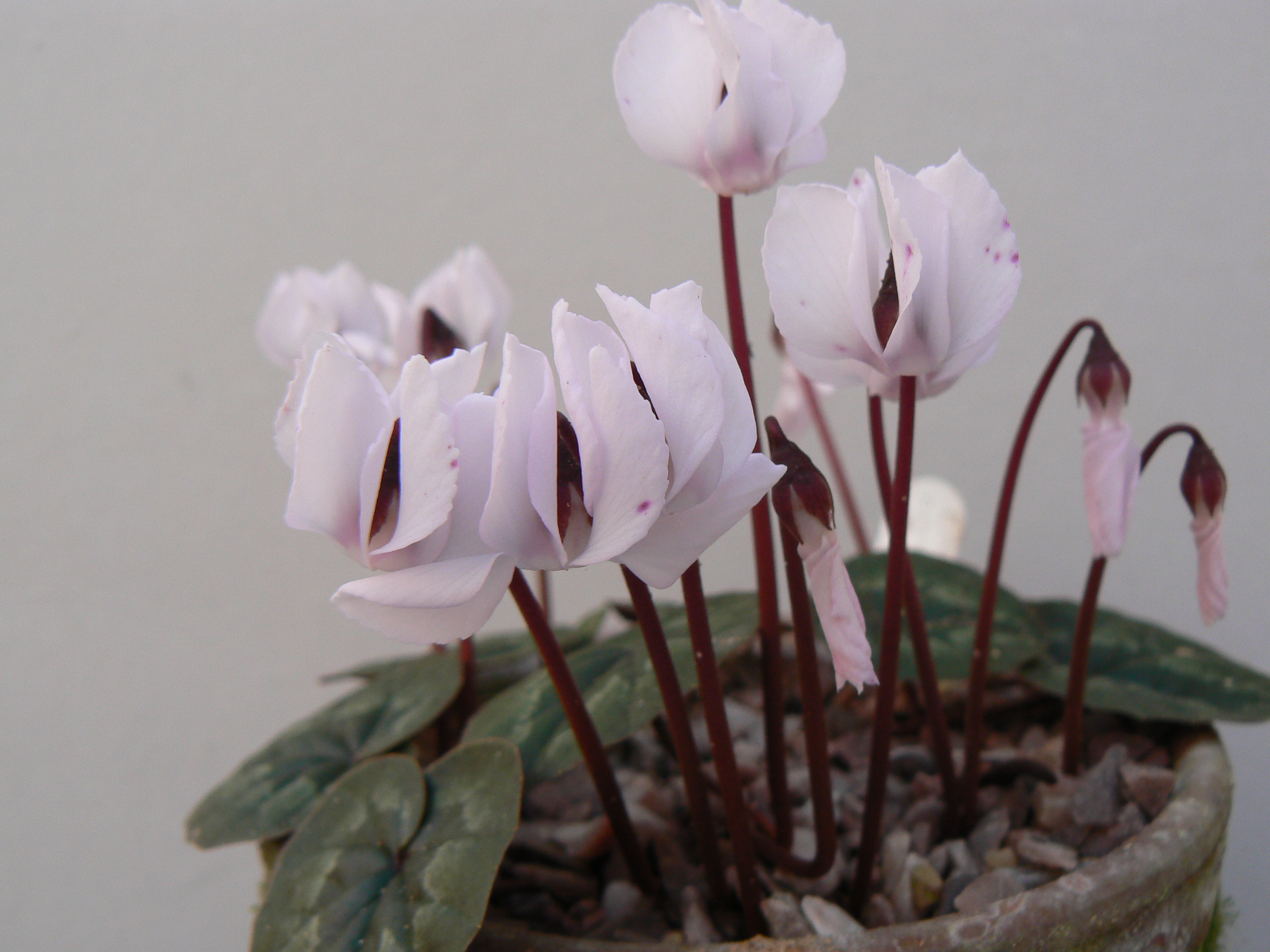
Cyclamen coum subsp. coum f. albissimum Sorte ‘Lake Effect’ (weiße Blüten ohne dunkle Zeichnung)
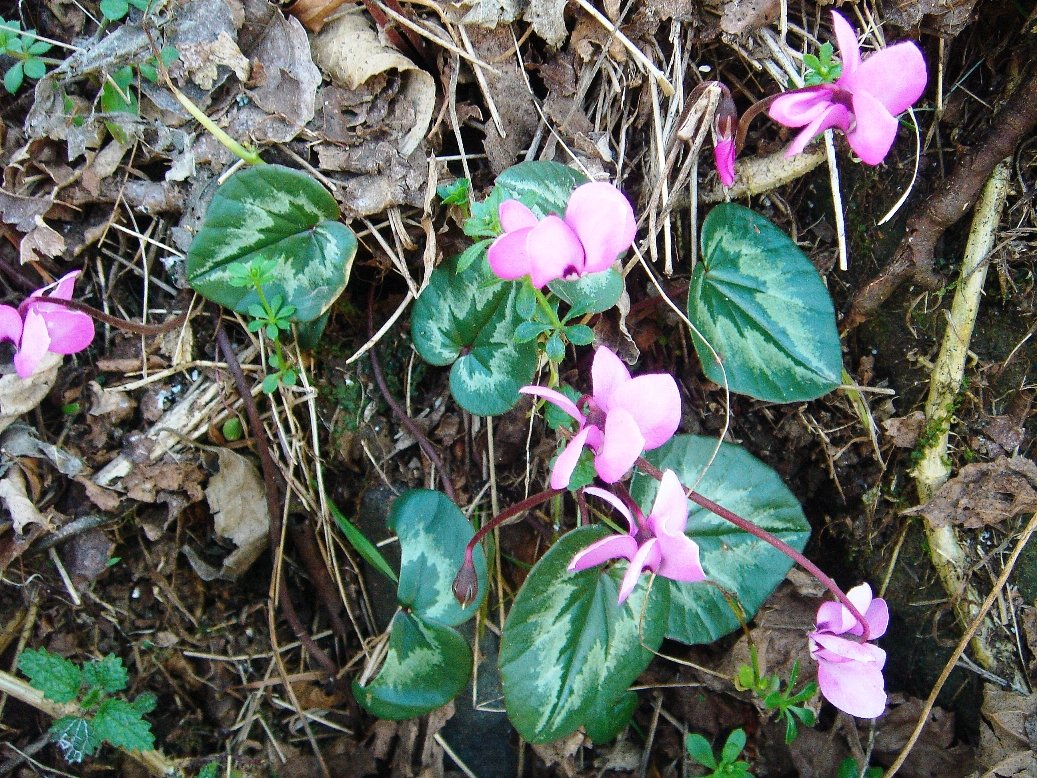
Cyclamen coum subsp. caucasicum

## Galerie

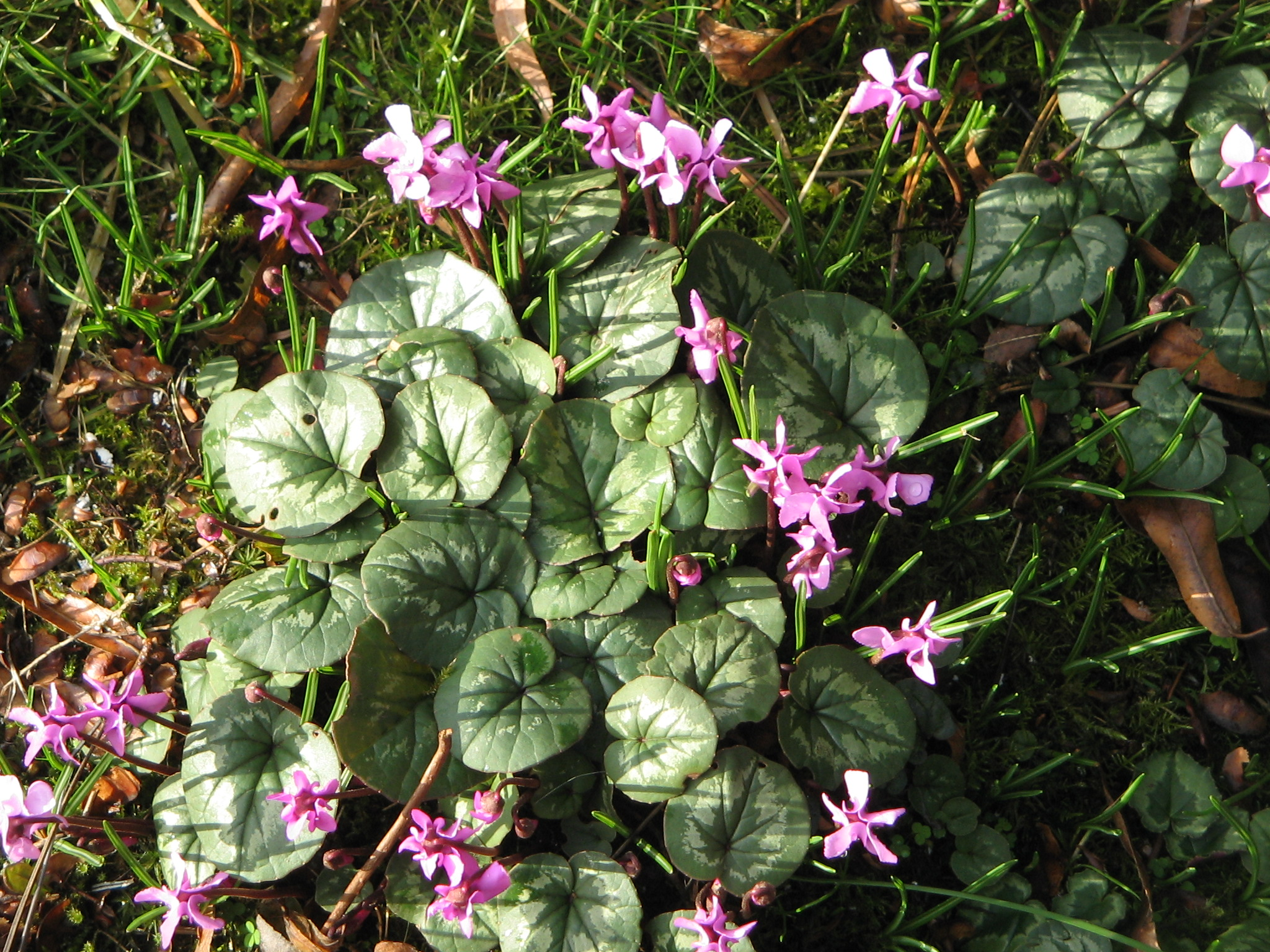
Cyclamen coum subsp. coum f. coum
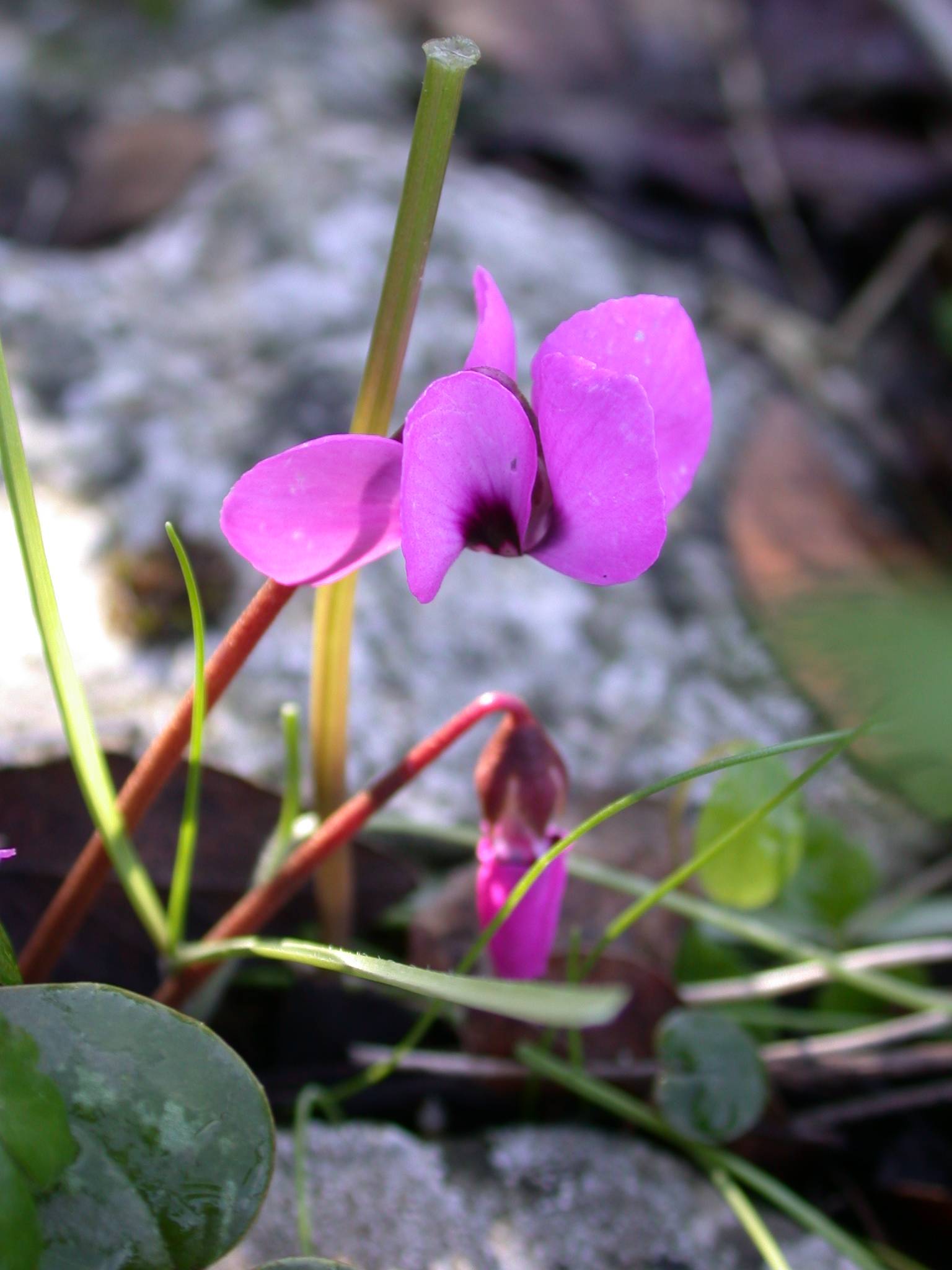
Cyclamen coum subsp. coum f. coum
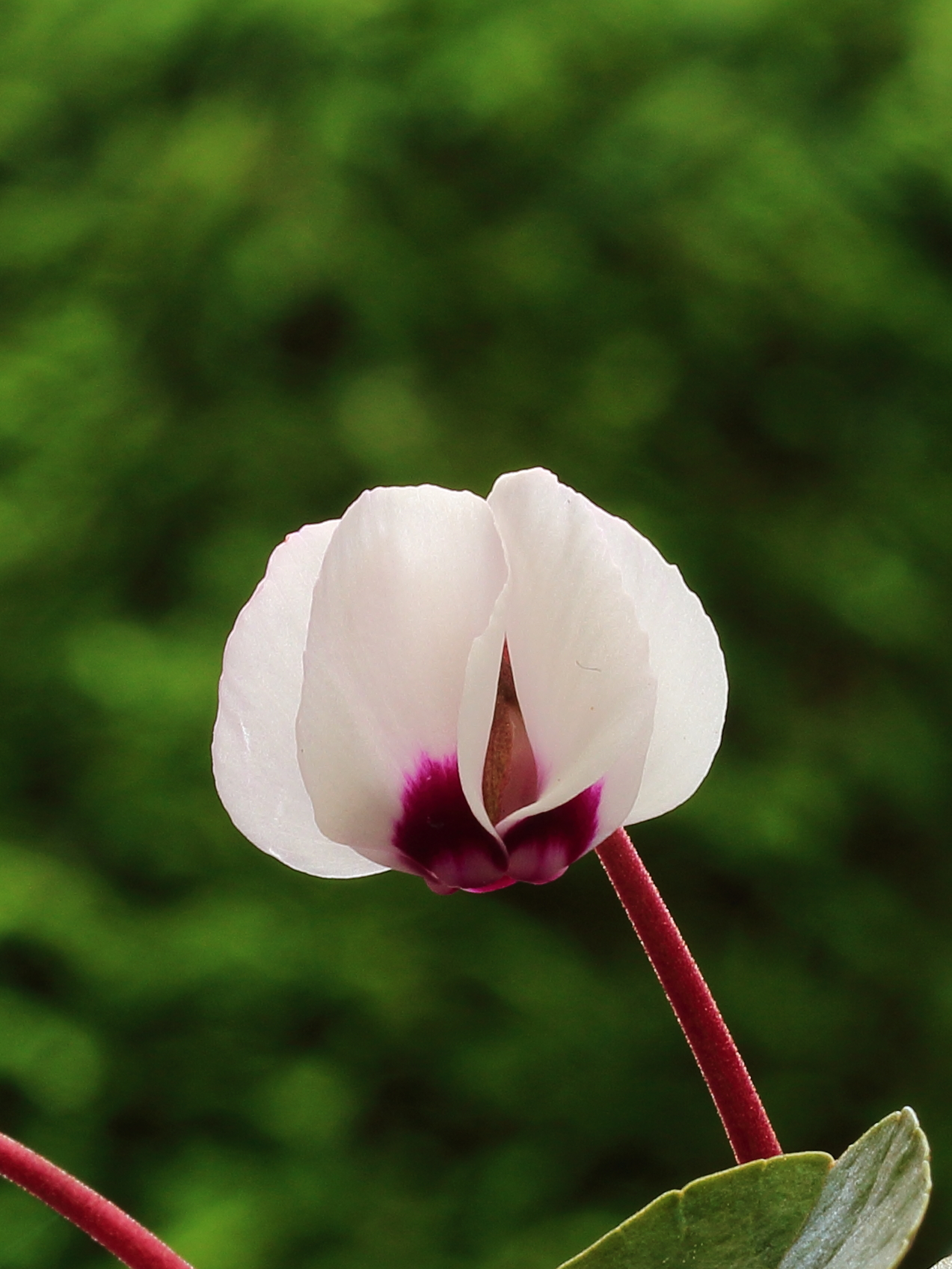
Weißblütige Form
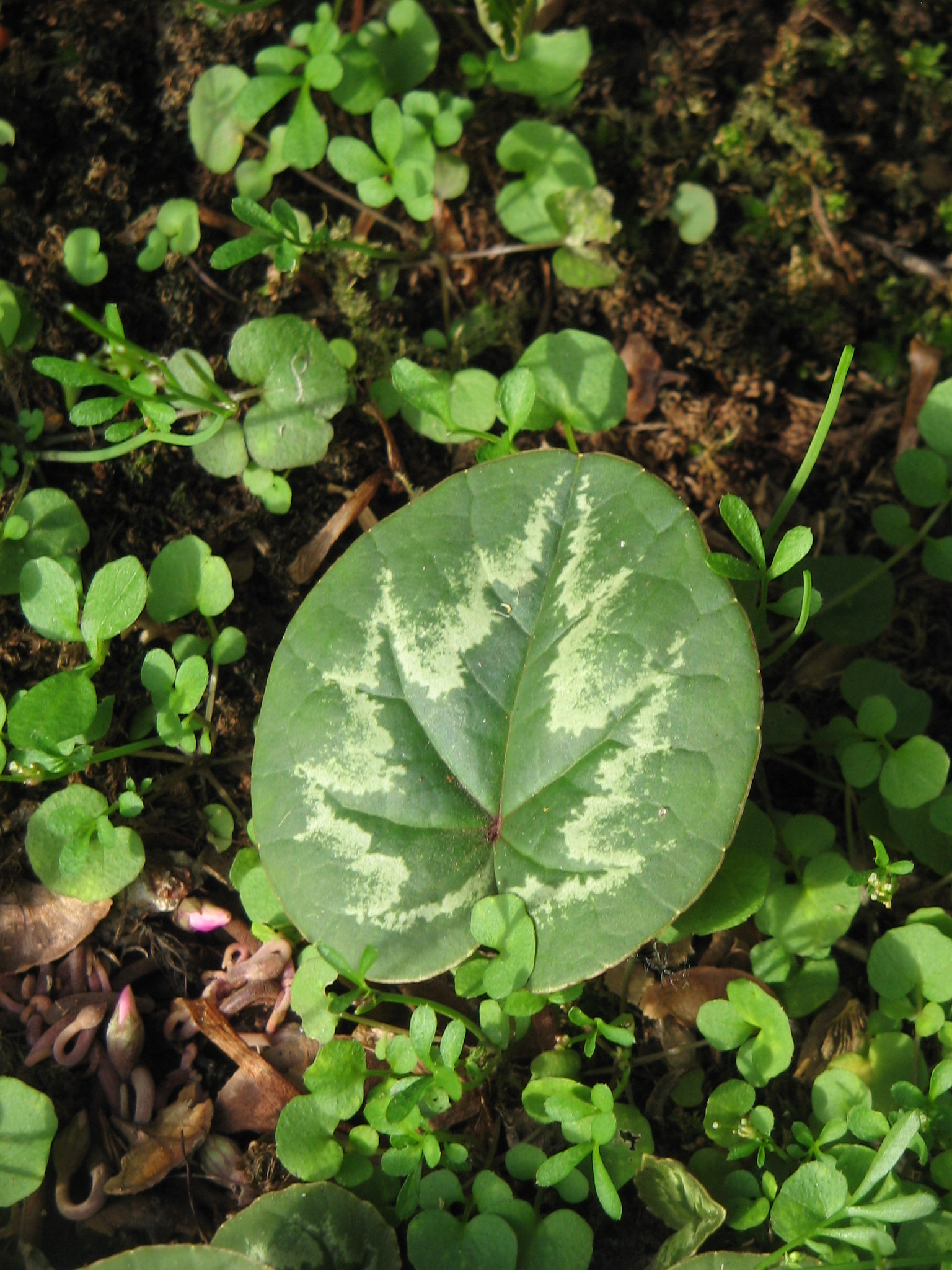
Silbrige Blattzeichnung
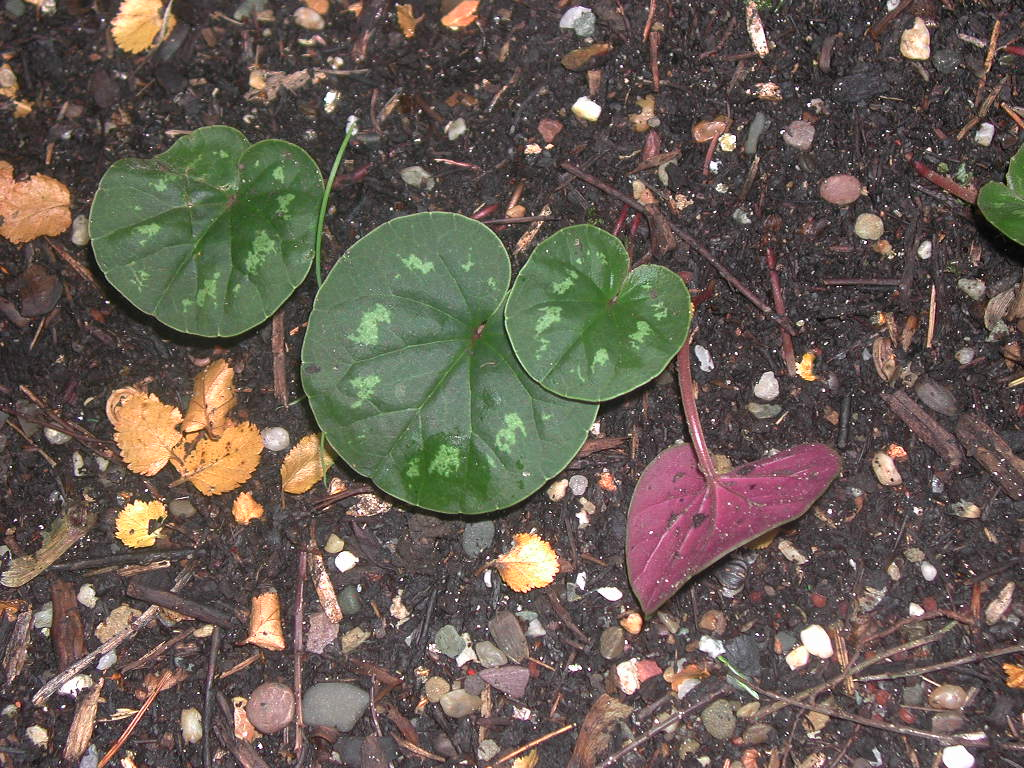
Dunkle Blattzeichnung
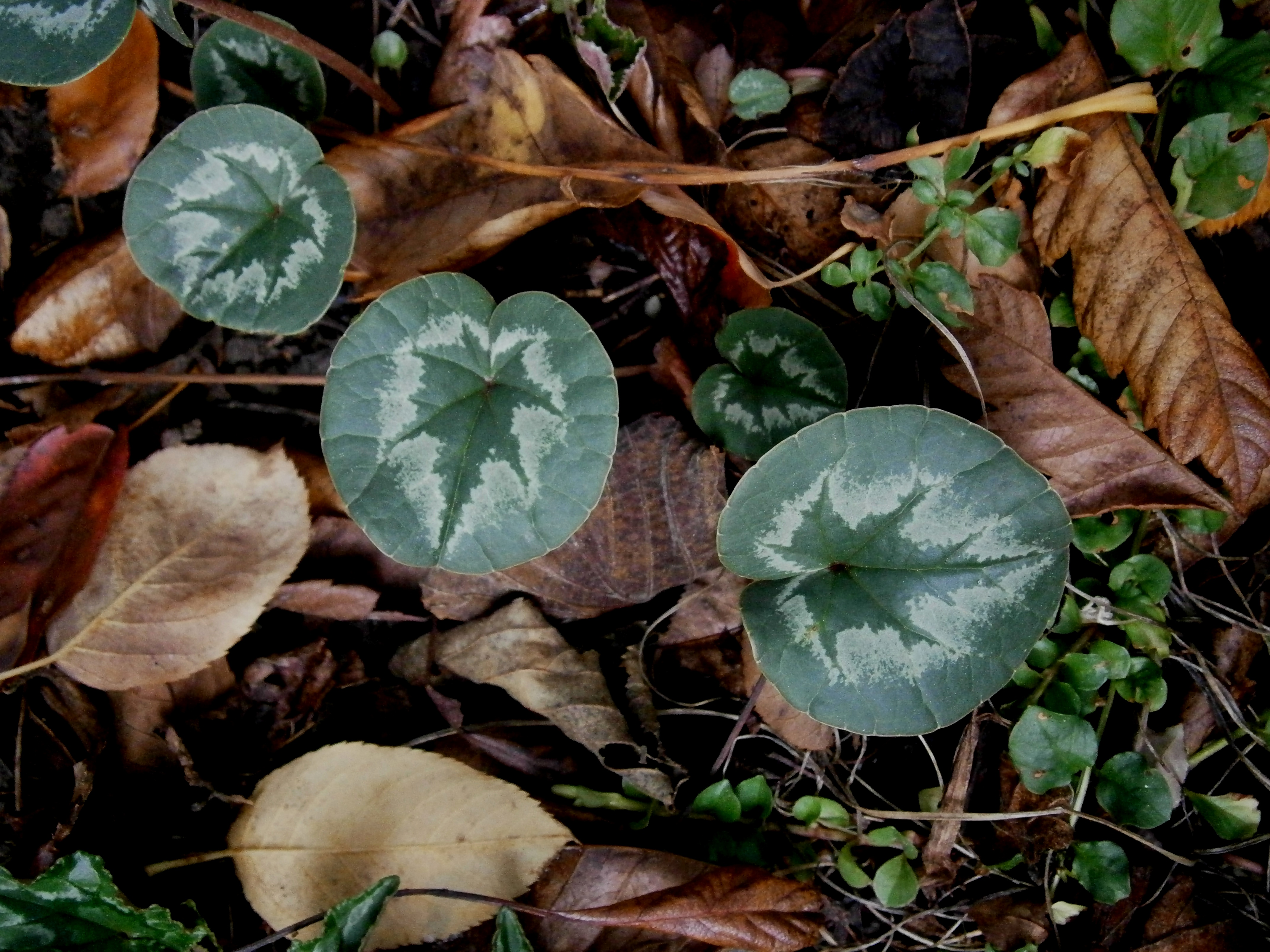
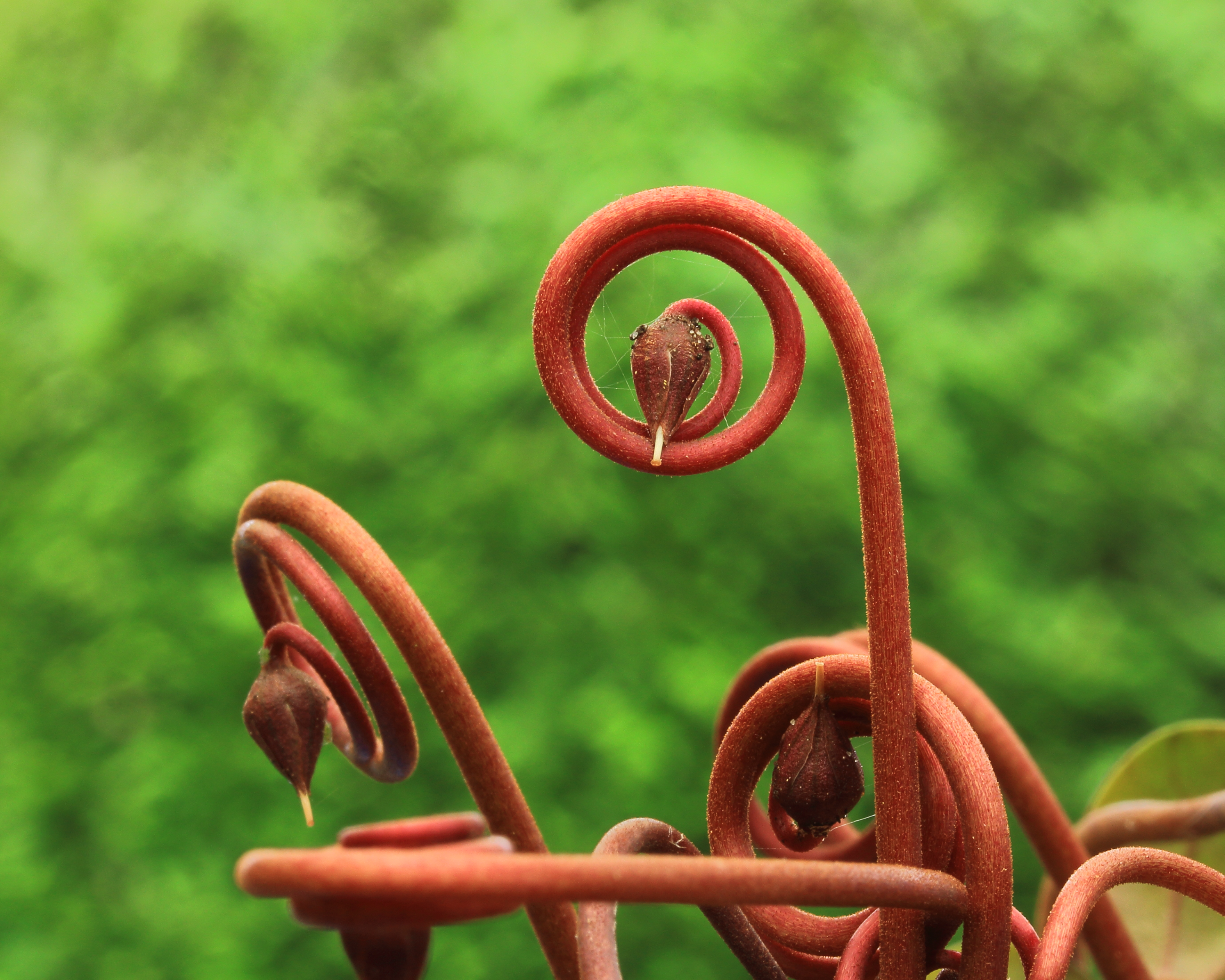
Junge Kapselfrüchte kurz nach der Befruchtung